# Campeonato Mundial de Tiro de 1921
El XIX Campeonato Mundial de Tiro se celebró en Lyon (Francia) en el año 1921 bajo la organización de la Federación Internacional de Tiro Deportivo (ISSF) y la Federación Francesa de Tiro.

## Resultados

### Masculino
| Evento                                  | Oro                                    | Plata                                | Bronce                              |
| --------------------------------------- | -------------------------------------- | ------------------------------------ | ----------------------------------- |
| Rifle 3 posiciones 300 m                | Walter Stokes Estados Unidos 1055 pts. | Carl Osburn Estados Unidos 1032 pts. | Josias Hartmann · Suiza · 1014 pts. |
| Rifle 3 posiciones 300 m (equipos)      | Estados Unidos 5015                    | Suiza · 4933                         | Francia 4609                        |
| Rifle en pos. tendida 300 m             | Walter Stokes Estados Unidos 372       | James Christian Estados Unidos 372   | Morris Fisher Estados Unidos 369    |
| Rifle en pos. de rodillas 300 m         | Walter Stokes Estados Unidos 357       | Josias Hartmann · Suiza · 348        | Carl Osburn Estados Unidos 341      |
| Rifle en pos. de pie 300 m              | Walter Stokes Estados Unidos 326       | Josias Hartmann · Suiza · 324        | Karl Zimmermann · Suiza · 322       |
| Rifle militar 3 posiciones 300 m        | Camillo Isnardi Italia 474             | Riccardo Ticchi Italia 461           | Léon Johnson Francia 460            |
| Rifle militar en pos. tendida 300 m     | Dupuis Francia 170                     | Karl Zimmermann · Suiza · 170        | Léon Johnson Francia 167            |
| Rifle militar en pos. de rodillas 300 m | Camillo Isnardi Italia 164             | Albert Regnier Francia 158           | Carl Osburn Estados Unidos 157      |
| Rifle militar en pos. de pie 300 m      | Raffaele Frasca Italia 154             | Achille Paroche Francia 152          | Camillo Isnardi Italia 151          |
| Pistola 50 m                            | Hans Hänni · Suiza · 515               | John Thomas Estados Unidos 506       | Giancarlo Boriani Italia 505        |
| Pistola 50 m (equipos)                  | Italia 2469                            | Suiza · 2465                         | Francia 2464                        |

## Medallero
| Núm. | País           | Oro | Plata | Bronce | Total |
| ---- | -------------- | --- | ----- | ------ | ----- |
| 1    | Estados Unidos | 5   | 3     | 3      | 11    |
| 2    | Italia         | 4   | 1     | 2      | 7     |
| 3    | Suiza          | 1   | 5     | 2      | 8     |
| 4    | Francia        | 1   | 2     | 4      | 7     |
|      | TOTAL          | 11  | 11    | 11     | 33    |